# Telecogoleto
Telecogoleto è stata una rete televisiva locale ligure.

## Storia
Trasmetteva dal marzo 1981 ai cittadini di Cogoleto e delle zone limitrofe. Nel 2009 una serie di tragedie colpì la famiglia Casagni, da sempre al timone del canale, tra queste la morte del fondatore e decano della tv Elvo Casagni. La figlia, non in grado di gestire la televisione per gravi problemi personali, vendette tutto all'emittente cattolica Teleradiopace sostenendo che la tv non poteva esistere senza colui che l'aveva creata. Questa decisione fu molto criticata dalla comunità cogoletese sia perché non fu a lungo permesso di utilizzare l'archivio dell'emittente, sia perché un gruppo di volontari, molti dei quali giovani adulti, si era subito offerto per assicurare la prosecuzione della rete televisiva.
Frequenze UHF: 26/34/41/19.
Telecogoleto ha trasmesso consigli comunali, cronache locali, sagre in diretta, telecronache di calcio dilettantistico, rubriche e televendite.

## Riconoscimento come televisione comunitaria
La legge Mammì aveva prevista l'istituzione delle televisioni comunitarie istituzioni molto vicine allo spirito originario delle televisioni locali. Telecogoleto ebbe tale riconoscimento nel 1992 ed appartenne, perciò, nel non vasto numero di televisioni che trasmettevano con tale riconoscimento dalla prima applicazione della legge che le ha istituite.